# Marc Boeuf
Pour les articles homonymes, voir Bœuf.
Marc Boeuf, né le 8 janvier 1934 à Bordeaux (Gironde) et mort le 27 août 1993 à Bordeaux (Gironde), est un homme politique français.

## Biographie

### Situation personnelle
Marc Boeuf, fils d'un ouvrier papetier et militant communiste est né dans le quartier Bacalan de Bordeaux début 1934. Il exerce la profession d'instituteur puis celle de professeur de collège. Il milite dans des œuvres laïques et associatives et monte notamment la section théâtre du patronage « Dupaty » à Bordeaux. Il est mobilisé en mai 1958 en Algérie et se consacre à l'alphabétisation des harkis. Il est président du Conseil départemental des parents d'élèves de la Gironde, directeur départemental de la Mutuelle générale de l'Éducation nationale (MGEN) et président du Conseil national des associations familiales laïques en 1988.

### Parcours politique
Marc Boeuf est d'abord membre de la Convention des institutions républicaines de Mitterrand avant de rejoindre en 1971 la section de Bordeaux-Nord de la Fédération socialiste girondine. Il sera premier secrétaire fédéral de 1979 à 1981 puis de nouveau de 1983 à novembre 1985. 
Il est élu conseiller municipal de Bordeaux. Il prend la succession d'André Treuillé (1911-?) et entre au Conseil général de la Gironde sur le canton de Bordeaux-1, et occupera par la suite les fonctions de vice-président du conseil général. Il est président du Comité départemental du tourisme.
Il siège au Conseil régional d'Aquitaine de 1979 à 1986 sous la présidence socialiste d'André Labarrère puis de Philippe Madrelle.
Il est élu sénateur de la Gironde en 1980 et réélu en 1989, jusqu'à son décès.
Il décède le 27 août 1993 à l'issue d'une longue maladie,. Sa fille Ghyslaine prend sa suite au Conseil général, mais Joëlle Dusseau en quittant le Conseil général pour le siège libéré au Sénat, met en minorité ses camarades socialistes au Conseil général, présidé par Philippe Madrelle.

## Détail des fonctions et des mandats
Mandats locaux
- 1973 - 1976 : Conseiller général du canton de Bordeaux-1
- 1976 - 1982 : Conseiller général du canton de Bordeaux-1
- 1982 - 1988 : Conseiller général du canton de Bordeaux-1
- 1988 - 27 août 1993 : Conseiller général du canton de Bordeaux-1
- 1979 - 1986 : Conseiller régional d'Aquitaine

Mandats parlementaires
- 28 septembre 1980 - 24 septembre 1989 : Sénateur de la Gironde
- 24 septembre 1989 - 27 août 1993 : Sénateur de la Gironde